# Dolmen de La Cabaña

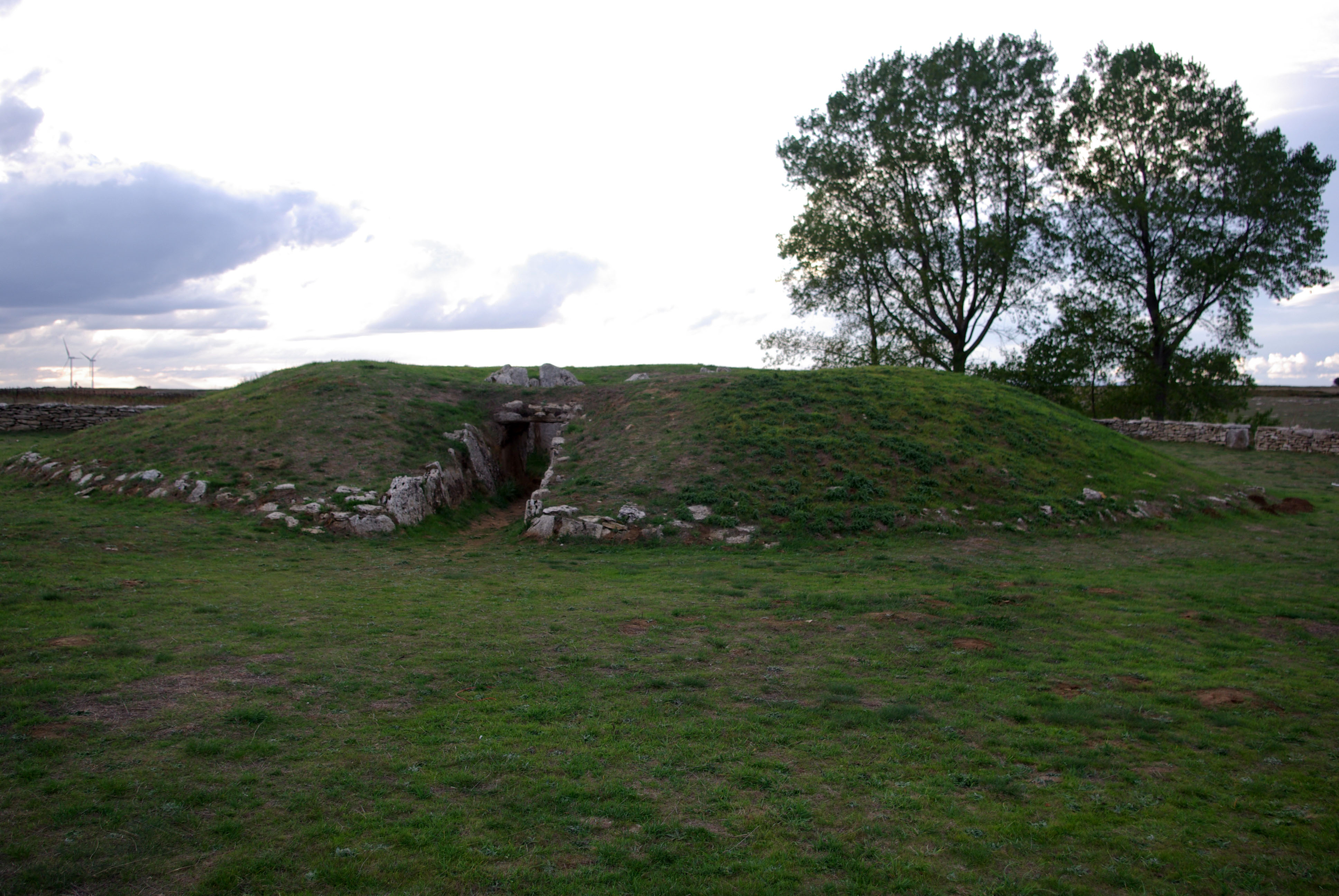
Dolmen de La Cabaña

El dolmen de La Cabaña es un megalito prehistórico situado al noroeste de la localidad burgalesa de Sargentes de la Lora (Burgos), en la margen derecha del arroyo Navazal, en una zona de suelo profundo muy apto para los aprovechamientos agrícolas (Castilla y León, España).
Es uno de los mejor conservados entre los más de 30 dólmenes que se hallan en la zona. Se trata de un enterramiento del tipo «sepulcro de corredor» en el que la cámara paracircular, de más de 3 m de diámetro, está formada por siete grandes lajas de piedra caliza enhiestas, que superan los 2 m de altura y sobresalen por encima del túmulo. Esta cámara se comunica con el exterior a través de un pasillo o corredor de 5 m de longitud, que pudiera haber sido mucho más largo, orientado al sureste y flanqueado por otros ortostatos, de los que sólo se conservan tres. Aún conserva dos lajas que hacen de techo en la parte más próxima a la cámara. Además, estas grandes piedras servían de apoyo a otras losas que lo cubrían. Alrededor y protegiéndolo, aparece el túmulo de tierra y piedras, de forma ovalada y muy deteriorado, que llega a tener hasta 16 m de longitud máxima, 11 de mínima y 2 metros de alto.

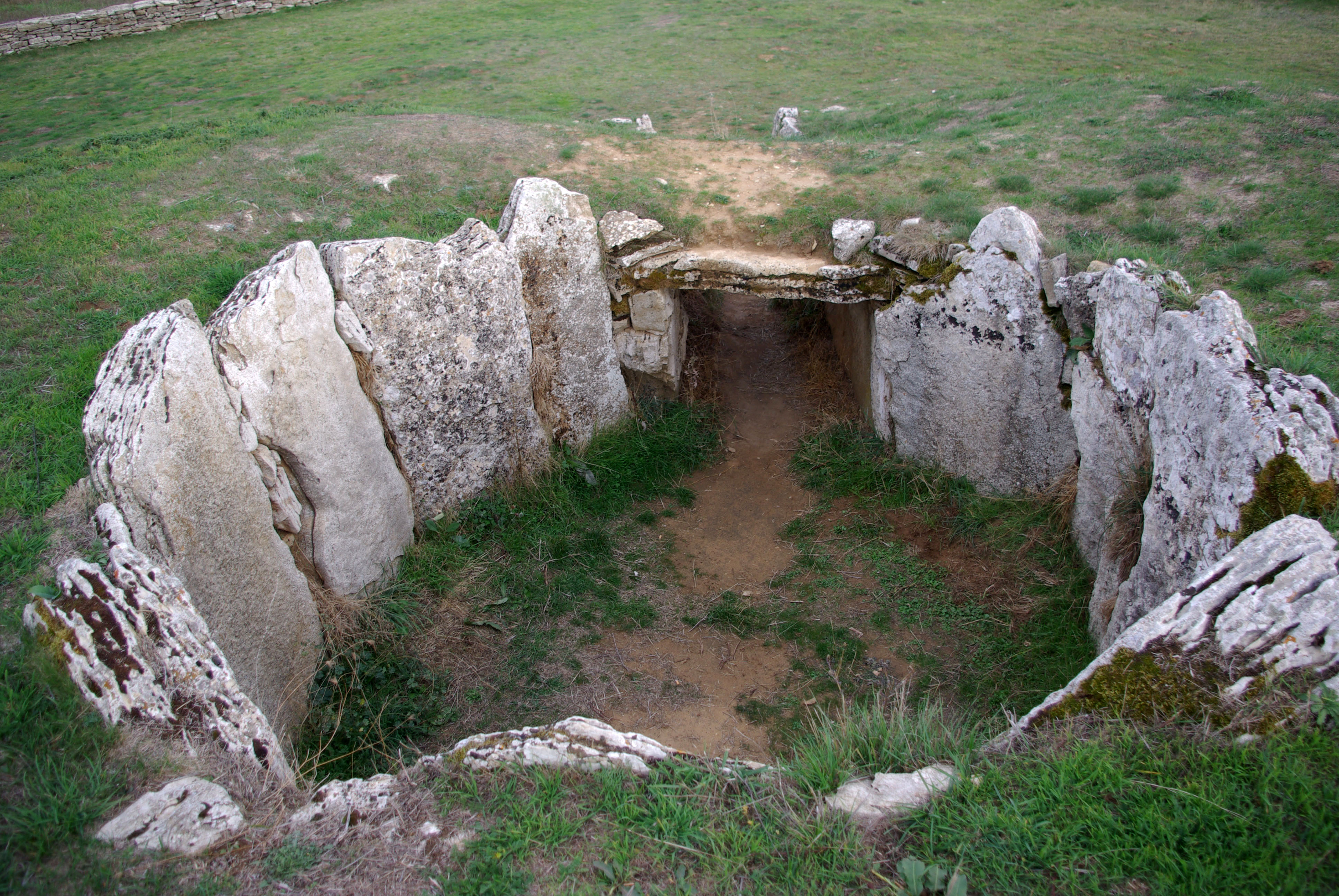
Cámara y corredor del dolmen.

Mientras estuvo en uso, albergó los restos humanos que eran depositados tanto en la cámara como en el corredor. Como muchos otros dólmenes, ha sido violado, saqueado  y destruido ya desde épocas romanas, por lo que sólo se han conservado unos pocos restos óseos correspondientes a 13 personas en la cámara —10 adultos, un joven y dos niños— y una más en el corredor. Dentro de la cámara también se han hallado diversos elementos de ajuar, como microlitos de formas geométricas, una punta de flecha de sílex o un raspador, además de algunos adornos, entre los que destacan unas cuentas de color verde y algunas arandelas de pizarra. Por todo ello, este dolmen se puede fechar hacia la segunda mitad del IV milenio a. C., en el Neolítico.
Fue declarado Bien de Interés Cultural con categoría de zona arqueológica el 25 de agosto de 1993 por la Dirección General de Patrimonio y Promoción Cultural de la Junta de Castilla y León, que es el organismo encargado de gestionar su mantenimiento y estudio.
Para visitarlo se deben seguir las señalizaciones que, desde Sargentes de la Lora, guían por un camino de tierra paralelo al río hacia el noroeste hasta encontrar el megalito.